# Sabrina Sidoti
Sabrina Sidoti (Patti, 4 febbraio 1971) è un'ex cestista italiana.
Guardia di 174 cm, ha giocato in Serie A1 con Messina.